# Economische gevolgen van de coronacrisis in Nederland
De coronacrisis in Nederland ontstond begin 2020 en had grote economische gevolgen. Door maatregelen tegen de verspreiding van het coronavirus SARS-CoV-2 werd een groot deel van de economie van Nederland negatief beïnvloed. De regering stelde een economisch hulpplan op ter waarde van ruim 65 miljard euro om bedrijven die in geldnood kwamen te ondersteunen.

## Voorspelde economische krimp

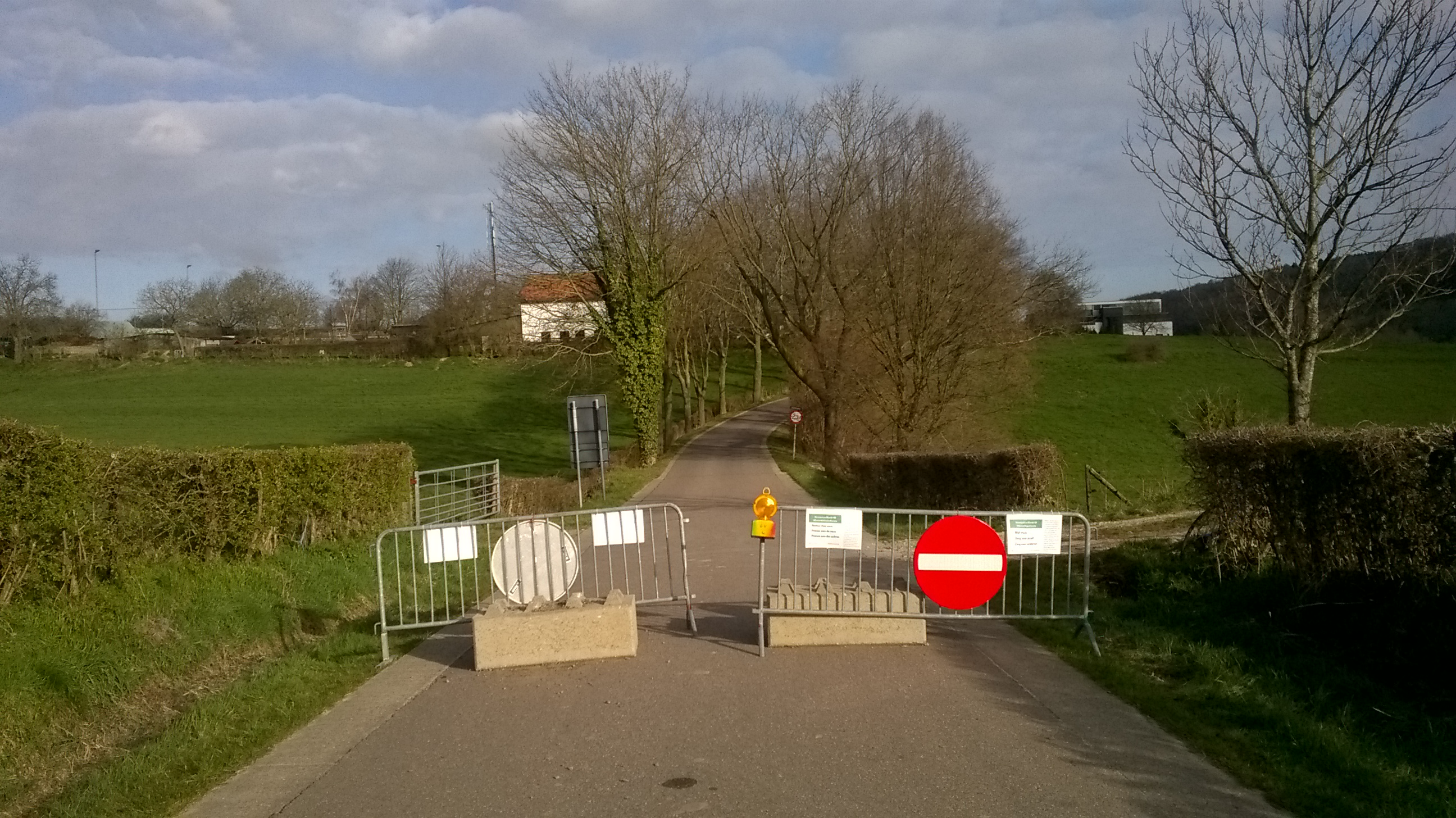
Grensversperring vanwege Covid-19 tussen het Belgische Teuven en Nederlandse Slenaken

Op 26 maart 2020 bracht het Centraal Planbureau (CPB) de eerste berekeningen van de economische verwachtingen door de coronacrisis naar buiten waarbij gewezen werd op een mogelijke recessie. Deze economische verwachtingen zijn afhankelijk van de duur van de getroffen coronamaatregelen. In het lichtste scenario, met drie maanden beperkingen, zou de economie in 2020 met 1,2 procent krimpen en de werkloosheid licht stijgen naar 4 procent. In 2021 zou de economie naar verwachting dan weer groeien. Wanneer de beperkingen zes maanden of langer duren krimpt de economie volgens het CPB in 2020 naar verwachting tot wel 7,7 procent, met in 2021 een licht herstel. De werkloosheid loopt in dit scenario op naar 8 procent. Wanneer de coronacrisis en de beperkingen een jaar aanhouden wordt een krimp van opgeteld 10 procent verwacht. De werkloosheid zou dan stijgen naar meer dan 9 procent.
Tijdens de kredietcrisis in 2009 bedroeg de krimp van de economie 3,7 procent. "Corona is een gezondheidscrisis", zegt CPB-directeur Hasekamp. "De maatregelen om de verspreiding van het virus in te dammen zijn noodzakelijk, maar het is duidelijk dat ze diep ingrijpen in de economie. Dit soort maatregelen is nog nooit eerder vertoond."
Door verminderde belastinginkomsten en steunmaatregelen neemt de staatsschuld toe. Volgens het CBS kan de staatsschuld eind 2021 uitkomen op 73,6 procent.
In de halfjaarlijkse publicatie Economische Ontwikkelingen en Vooruitzichten van juni 2020 voorspelde DNB voor 2020 een diepe economische crisis, met een krimp van het GDP van 6,4% in 2020 in het middenscenario. In een positief scenario werd een krimp van 3,4% verwacht, in een negatief scenario een krimp van 11,8%. Voor 2021 en 2022 werd in het middenscenario een gedeeltelijk herstel verwacht. DNB verwachtte een daling van de werkgelegenheid met 1,4%: de sterkste krimp sinds 1977, hoewel nog gemitigeerd door overheidsmaatregelen. DNB benadrukte dat deze ramingen met veel onzekerheden waren omgeven:
De raming is met veel onzekerheid omgeven, vooral rond de mate waarin de beperkingen kunnen worden versoepeld en de infecties onder controle blijven. De aanname hier is dat de in maart ingestelde maatregelen na drie maanden maanden worden versoepeld, maar dat het volledig indammen van het virus slechts gedeeltelijk succesvol is. Daardoor blijven de infecties incidenteel opleven, zodat beperkingen noodzakelijk blijven - zij het minder ingrijpend - totdat medio 2021 een medische oplossing beschikbaar komt. In deze omstandigheden kan de economie vanaf de tweede helft van 2020 in een bovengemiddeld tempo groeien, maar is er geen sprake van volledig herstel. Een deel van de bedrijven, vooral waar veel sociale interacties zijn, blijft beperkingen houden. Verder zal het gedrag van consumenten worden beïnvloed vanwege het risico op een tweede golf van infecties en zullen bedrijven hun investeringen uitstellen in het licht van blijvende onzekerheid.

## Algemeen

### 2020
Door de lockdown en het vele thuiswerken nam de consumptie sterk af. Het eerste kwartaal van 2020 vertoonde een krimp van de economie van 1,5% (gemeten in bbp) vergeleken met een kwartaal eerder. Dit was te wijten aan de twee weken lockdown in maart. In het tweede kwartaal kromp de economie met 8,5%, wat als oorzaak twee volle maanden lockdown had. Over het eerste half jaar van 2020 bedroeg de krimp 10% Belangrijke handelspartners van Nederland zoals Duitsland(-10,1%), België(-12,2%) en het Verenigd Koninkrijk(-20,4) presteerden slechter dan Nederland in het tweede kwartaal. Ook de EU als geheel en de Eurozone behaalden met respectievelijk 11,7% en 12,1% krimp slechtere cijfers in het tweede kwartaal in vergelijking met Nederland.
Over geheel 2020 werd een krimp gemeten van 3,7% wat een gelijk niveau van krimp is vergeleken met crisisjaar 2009. In vergelijking met de EU (-6,2%) en de eurozone (-6,6%) presteerde Nederland ook over geheel 2020 beter.

### 2021
Over het tweede kwartaal van 2021 bleek de economie, in zijn geheel, ongeveer teruggekomen te zijn tot het niveau van het tweede kwartaal van 2019, al was het herstel ongelijk verdeeld. Zo was er heel weinig herstel van toerisme. In het derde kwartaal bleek de economie, in zijn geheel, teruggekomen tot boven het niveau van het derde kwartaal van 2019. 
Bij het herstel in 2021 bleek dat er een probleem ontstaan was met het zeetransport vanuit Azië. Veel containers waren wel naar Europa verscheept, maar niet geretourneerd: in Azië ontstond een groot tekort. Transportprijzen stegen enorm, soms wel met een factor tien.
Er waren in 2021 allerlei (al dan niet tijdelijke) tekorten. Zo ging de houtprijs gedurende enige maanden omhoog, maar daalde daarna weer. Voor andere tekorten, zoals dat aan chips voor de auto-industrie, ontstond een zelfversterkend effect: door de tekorten waren bedrijven steeds meer geneigd om extra voorraden op te bouwen, zodat er nog meer vraag ontstond (resulterend in grotere tekorten). 
In het najaar was er een enorme piek in energieprijzen, toegeschreven aan het opkopen door China van al het vloeibaar gas, LNG (op zijn beurt weer toegeschreven aan een energietekort vanwege de boycot van Australisch steenkool, nadat Australië zich had aangesloten bij een beroep op China om mee te werken aan onderzoek naar de herkomst van het virus). In de energie-intensieve industrie legden enkele fabrieken in Nederland productieprocessen stil. De energiekosten droegen bij aan prijsstijgingen, en aan inflatie. Half oktober kondigde de Nederlandse regering een algemeen pakket aan van meer dan drie miljard aan steun voor huishoudens om zogenaamde "energiearmoede" te bestrijden.

## Sectoren

### Land- en tuinbouw
De land- en tuinbouw ondervond grote gevolgen van de coronacrisis. Veel buitenlandse arbeiders vertrokken naar hun landen van herkomst, waardoor er personeelstekorten dreigden. Lokale werknemers werden opgeroepen de opengevallen plaatsen in te nemen. Bij het steken van asperges en oogsten en verzorgen van andere gewassen zijn in het groeiseizoen veel seizoenarbeiders nodig.
Ook door het wegvallen van de export kwamen veel land- en tuinbouwbedrijven in de problemen. Producten werden wel geoogst, maar konden hun weg naar de klanten niet vinden. Dit gold bijvoorbeeld voor aardappels, bloemen, vis en zuivel. Minister Schouten van Landbouw, Natuur en Voedselkwaliteit wilde steun uit Europese fondsen. Slachterijen gaven aan slachtkalveren niet meer te kunnen verwerken door afgenomen vraag vanuit de horeca: dit resulteerde in een halvering van de prijs van slachtkalveren. Boeren die aardappelen leveren aan de horeca voor frites zagen geen afzetmogelijkheden meer. Aviko en Farm Frites legden de productie van gedeeltelijk stil en er was een miljoen ton aan fritesaardappelen met een beperkte houdbaarheid aan voorraad.
Nertsen bleken ook besmet te kunnen worden door corona, wat grote gevolgen had voor de pelsdierfokkerijen. Ten tijde van de Covid-19-pandemie raakten in mei 2020 twee medewerkers van deze fokkerijen besmet met het virus door contact met nertsen. Een deel van de oppositie in de Tweede Kamer drong op 26 mei 2020 daarom aan op vervroegde sluiting van 130 fokboerderijen. In Augustus werd besloten alle fokkerijen te sluiten, uiterlijk per maart 2021 (later bijgesteld naar januari 2021). De sluitingsdatum was eerder al wettelijk bepaald op 1 januari 2024. De eigenaren werden afgekocht met een 180 miljoen. De ruiming werd eind 2020 voltooid.

### Luchtvaart

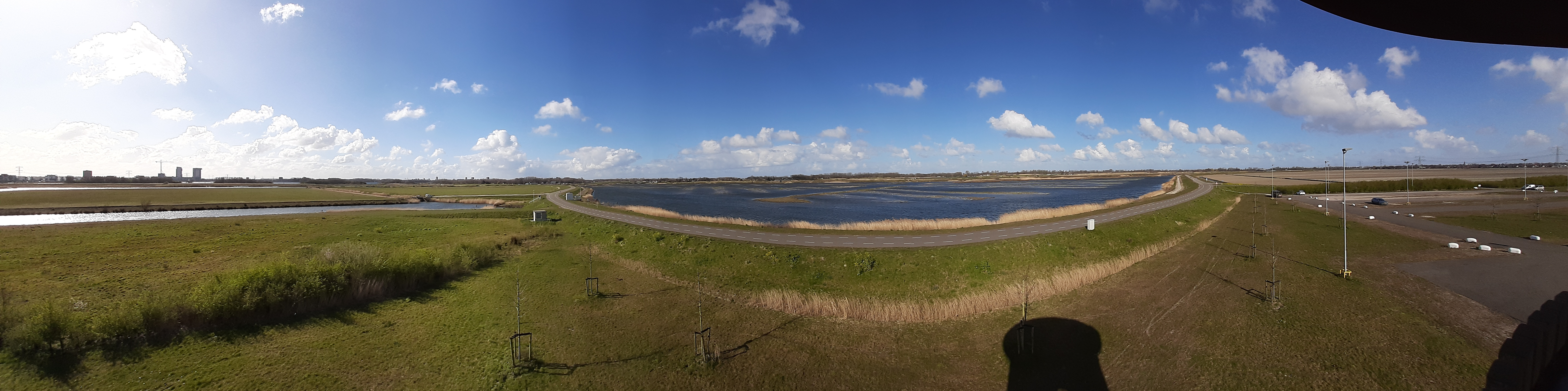
Geen vliegverkeer zichtbaar boven de regio's Rijnmond en Haaglanden.
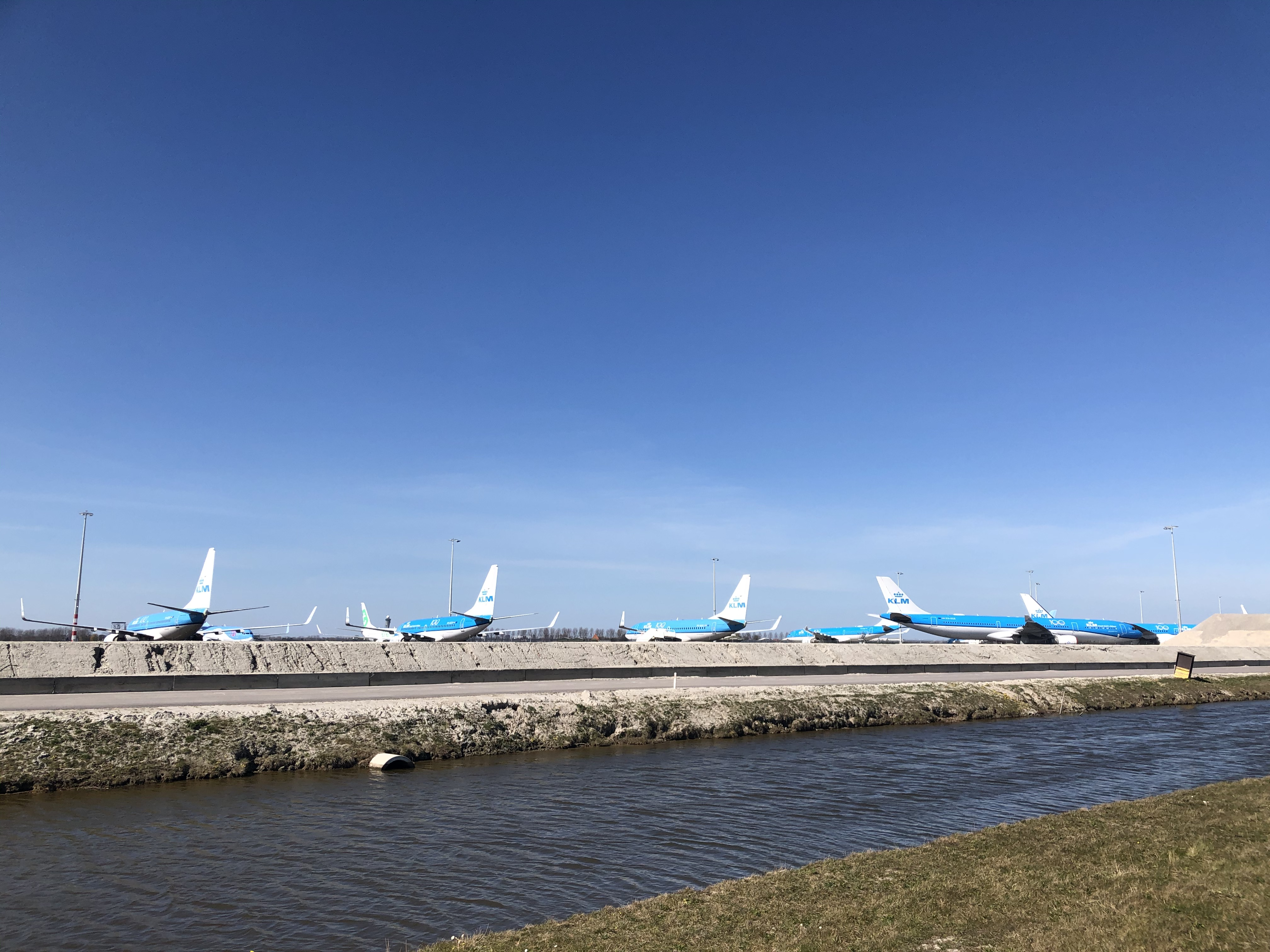
Geparkeerde vliegtuigen van de KLM langs de Zwanenburgbaan bij Schiphol Airport.
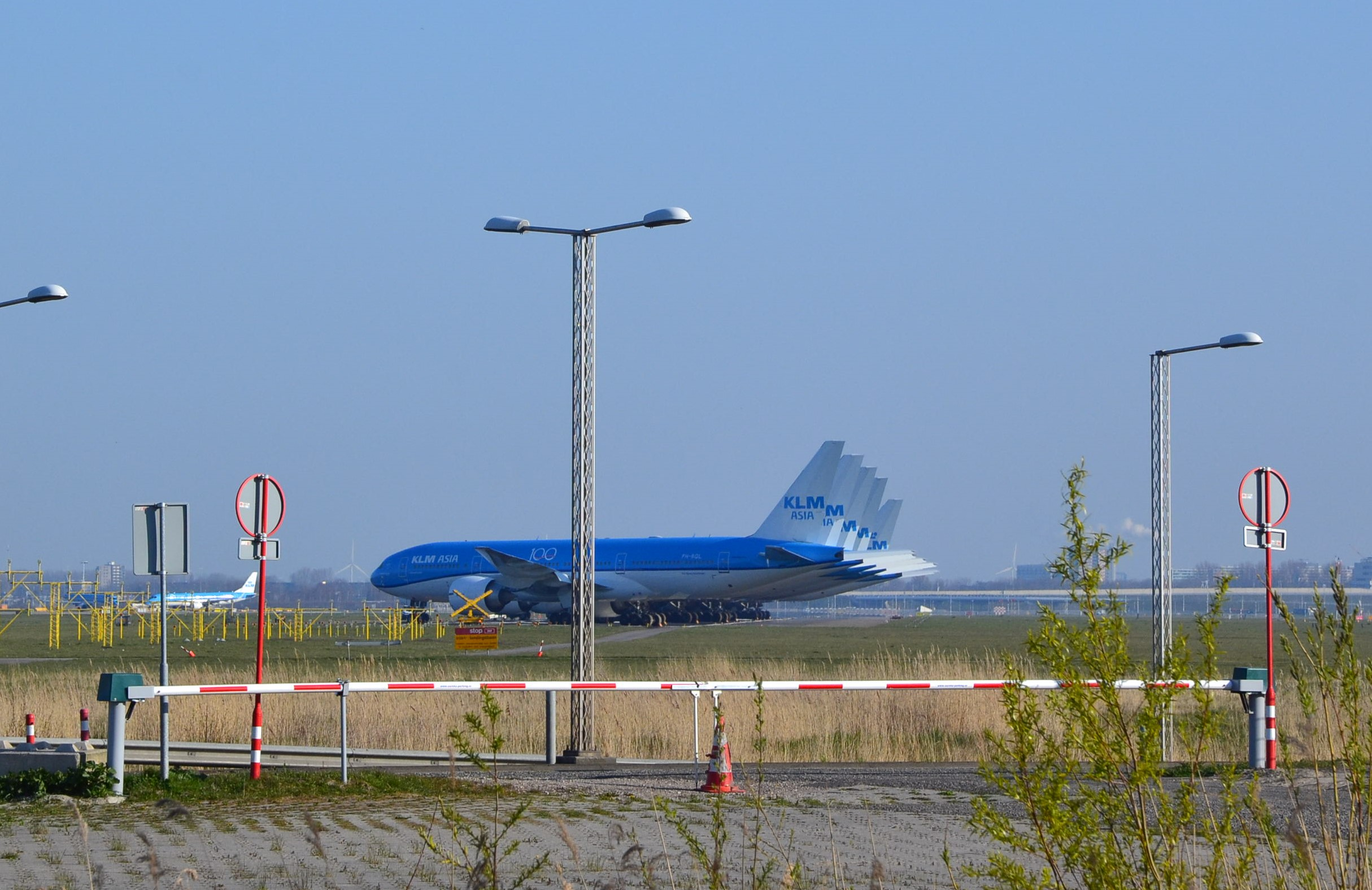
Op de Aalsmeerbaan geparkeerde vliegtuigen, 8 april 2020.
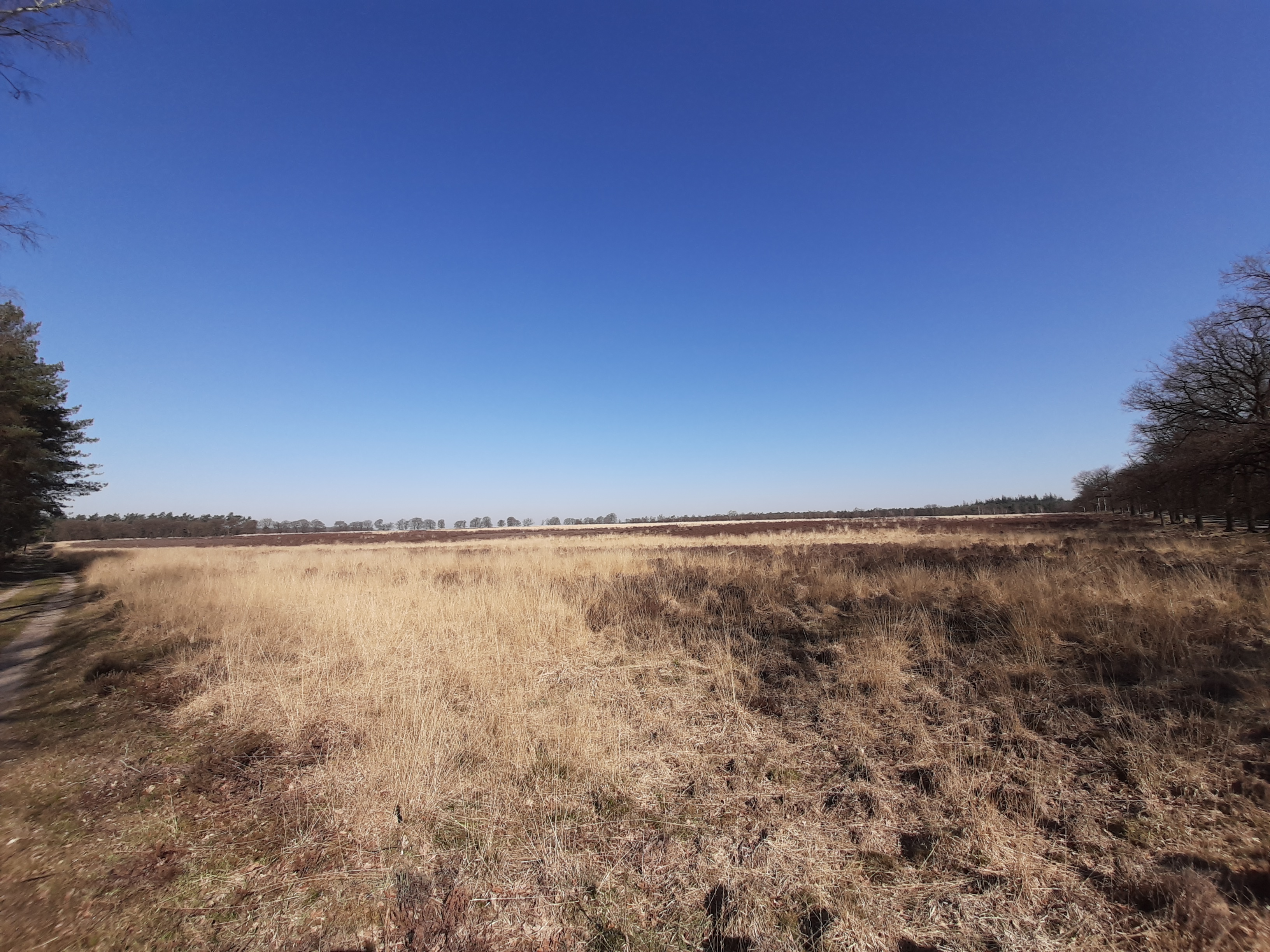
Geen vliegverkeer zichtbaar boven de Veluwe.

Vanaf februari 2020 werd het aantal vluchten van en naar China beperkt. Vanaf 4 maart gingen er ook minder vluchten van en naar Italië. Het aantal luchtreizigers begon af te nemen. Dit ook naar aanleiding van reisadviezen om niet of minder naar Italië te reizen. Vanaf 12 maart gold dit ook voor Spanje.
Op 12 maart kondigde president Trump aan dat vanaf 14 maart dertig dagen lang een reisverbod van de Schengenzone naar de VS gold voor niet-Amerikanen. Deze maatregelen hadden grote invloed op het internationale (lucht)verkeer en toerisme.
Vanaf 13 maart, 18.00 uur, werden vluchten vanuit de landen met de grootste besmettingsrisico's, China, Iran, Italië en Zuid-Korea, niet meer toegelaten. Vanaf 21 maart werden ook vluchten uit Spanje niet meer toegelaten. Vanaf 24 maart waren ook vluchten uit Oostenrijk niet meer welkom.
Vanaf 16 maart kwam het vliegverkeer langzaam tot stilstand. KLM en Air France hielden er rekening mee dat de komende twee maanden 70 tot 90 procent van de vluchten zou worden geschrapt. Voor 70 procent van het personeel werd werktijdverkorting aangevraagd. Een groot deel van de luchtvloot werd aan de grond gehouden. De laatste vliegtuigen van het type Boeing 747 van de KLM gingen per 26 maart vervroegd buiten dienst voor reizigersvervoer. De vrachtvliegtuigen blijven nog in gebruik.
De KLM vloog vanaf 29 maart nog naar 32 Europese en 25 intercontinentale bestemmingen, in plaats van 135 bestemmingen tot dan toe. Op de overgebleven bestemmingen zou het aantal vluchten ook minder zijn dan voorheen.
Op 25 maart hield Transavia (bijna) al haar vliegtuigen aan de grond en er vlogen steeds minder KLM-vliegtuigen. Vrachtvluchten blijven zoveel mogelijk wel doorgaan. Op Schiphol stonden tientallen toestellen van Transavia geparkeerd en een groot deel van de 172 vliegtuigen van KLM. Er was plaats voor circa 200 vliegtuigen. Ook in Rotterdam en Eindhoven werden vliegtuigen geparkeerd.
Op 18 juni werd maatschappij LEVEL Europe failliet verklaard, die een hub had op Schiphol. Het bedrijf voerde al sinds maart geen vluchten meer uit.

#### Staatssteun aan KLM
De Nederlandse overheid kende in het voorjaar van 2020 aan KLM steun toe tot een bedrag van € 3,4 miljard, bestaande uit een staatsgarantie voor een door een bankenconsortium te verstrekken lening en uit een staatslening. De Europese Commissie ging op 13 juli 2020 akkoord met deze steun. Ryanair ging tegen deze steun in beroep bij het Gerecht van de Europese Unie. Op 19 mei 2021 verklaarde het Gerecht van de Europese Unie het besluit nietig wegens ontoereikende motivering; gelet op de "bijzonder schadelijke" gevolgen voor de Nederlandse economie en het Nederlandse luchtverkeer besloot het Gerecht de gevolgen van de nietigverklaring op te schorten totdat de Europese Commissie een nieuw besluit zou hebben vastgesteld.

### Bouwsector
Door het grotere ziekteverzuim en het vertrek van veel bouwvakkers uit Oost-Europa naar hun land van herkomst nam productiviteit van de bouwsector in eerste instantie af. Bouwend Nederland wilde een bouwstop hoe dan ook voorkomen, die dreigde bij het stilvallen van de levering van bouwmaterialen als gevolg van gesloten grenzen.
Achteraf bleek de bouwsector, over het geheel genomen, het heel goed te doen in de crisis. Het sluiten van grenzen had geen betrekking op vrachtverkeer, dat weinig last bleek te hebben van de maatregelen. Een factor van belang bleek dat het thuiswerken waarop zoveel sectoren overschakelden ertoe leidde dat mensen hun thuissituatie kritisch beschouwden en besloten tot verbouwingen.
Wel had de bouwsector in 2021 last van hogere prijzen van veel grondstoffen, omdat veel toeleverende sectoren hadden gerekend op een vertraging en daartoe hun productie hadden teruggeschaald. Met als gevolg tekorten, en prijsverhogingen. Na verloop van tijd stabilizeerde de situatie, en daalden prijzen weer.

### Reclamebranche
Door het stilvallen van veel bedrijven in de horeca, reisbranche en evenementen wordt er veel minder geadverteerd. Een reclame-actie voor 'hamsterweken' van Albert Heijn werd minder geschikt geacht en geannuleerd. Na de speech van premier Rutte op 12 maart trad een abrupte daling in van tientallen procenten reclameverkoop. Mediabedrijven als RTL en SBS hebben sterk teruglopende reclame-inkomsten en voelden zich gedwongen personeel te ontslaan.
Ook de 400 huis-aan-huisbladen, die wekelijks door zo'n 7,9 miljoen Nederlanders gelezen worden, en sterk afhankelijk zijn van de inmiddels sterk gedaalde advertentie-inkomsten, luidden op 26 maart de noodklok.

### Detailhandel

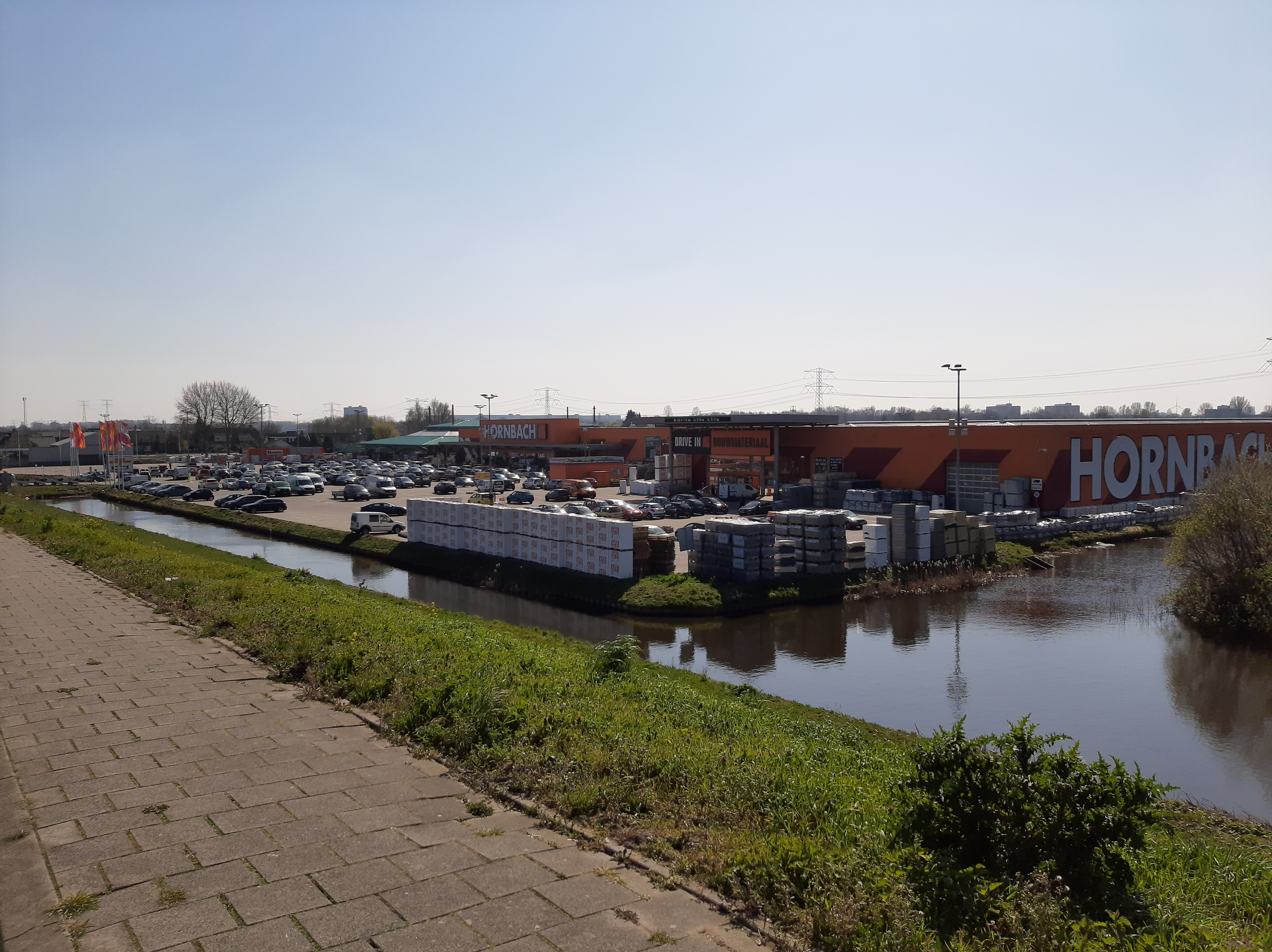
Drukte bij een bouwmarkt in Nieuwerkerk aan den IJssel.

Diverse grote winkelbedrijven namen op 17 maart zelf het initiatief hun deuren te sluiten, waaronder De Bijenkorf en IKEA. Ook telecomwinkels gingen dicht. Digitale aankopen blijven mogelijk. In veel winkelstraten nam het aantal bezoekers in enkele dagen met meer dan de helft af. In enkele dagen is in sommige winkels in Nederland de omzet met 70 procent afgenomen.
De daling van het aantal passanten in winkelstraten was op 18 maart het sterkst in Amsterdam, Rotterdam en Utrecht (resp. 60, 68 en 77 procent). Veel ondernemers verloren 60 tot 100 procent van hun omzet, waardoor openblijven meer kost dan sluiten. Veel voorheen drukke binnensteden zijn, door de sluiting van winkels, horeca en culturele voorzieningen, binnen enkele dagen bijna uitgestorven. Bijna alle toeristen zijn inmiddels vertrokken.
Op 18 maart meldden diverse ketens hun winkels te sluiten, onder andere: WE, Zara, C&A, Nespresso, Foot Locker en LEGO. De HEMA geeft aan de deuren niet te sluiten zolang de regering dat niet verplicht; de lunchrooms zijn wel gesloten. Ook Kruidvat blijft open. Bij supermarkten en drogisterijen is het drukker dan tijdens de kerstdrukte. Bouwmarkten en tuincentra ervaren juist topdrukte omdat veel mensen nu thuis gaan klussen.
In het Brabantse dorp Baarle-Nassau gelden sinds 18 maart zowel Nederlandse als Belgische regels, omdat de grens dwars door het dorp loopt. Aan de ene kant van de straat mogen de winkels nog gewoon open zijn, terwijl zij aan de andere kant moeten sluiten. Ook in het door de Belgisch-Nederlandse grens doorsneden dorp Koewacht traden vergelijkbare problemen op.
Winkeliers (ook in de in de non-food sector) die zijn geraakt door de anti-coronamaatregelen en een (sterke) daling van inkomsten hadden, kunnen toch aanspraak doen op vierduizend euro noodsteun van het kabinet. Eerder was dit alleen voor ondernemingen die helemaal moesten sluiten.
Online winkels zagen daarentegen omzetstijgingen, soms heel sterke.

### Supermarkten

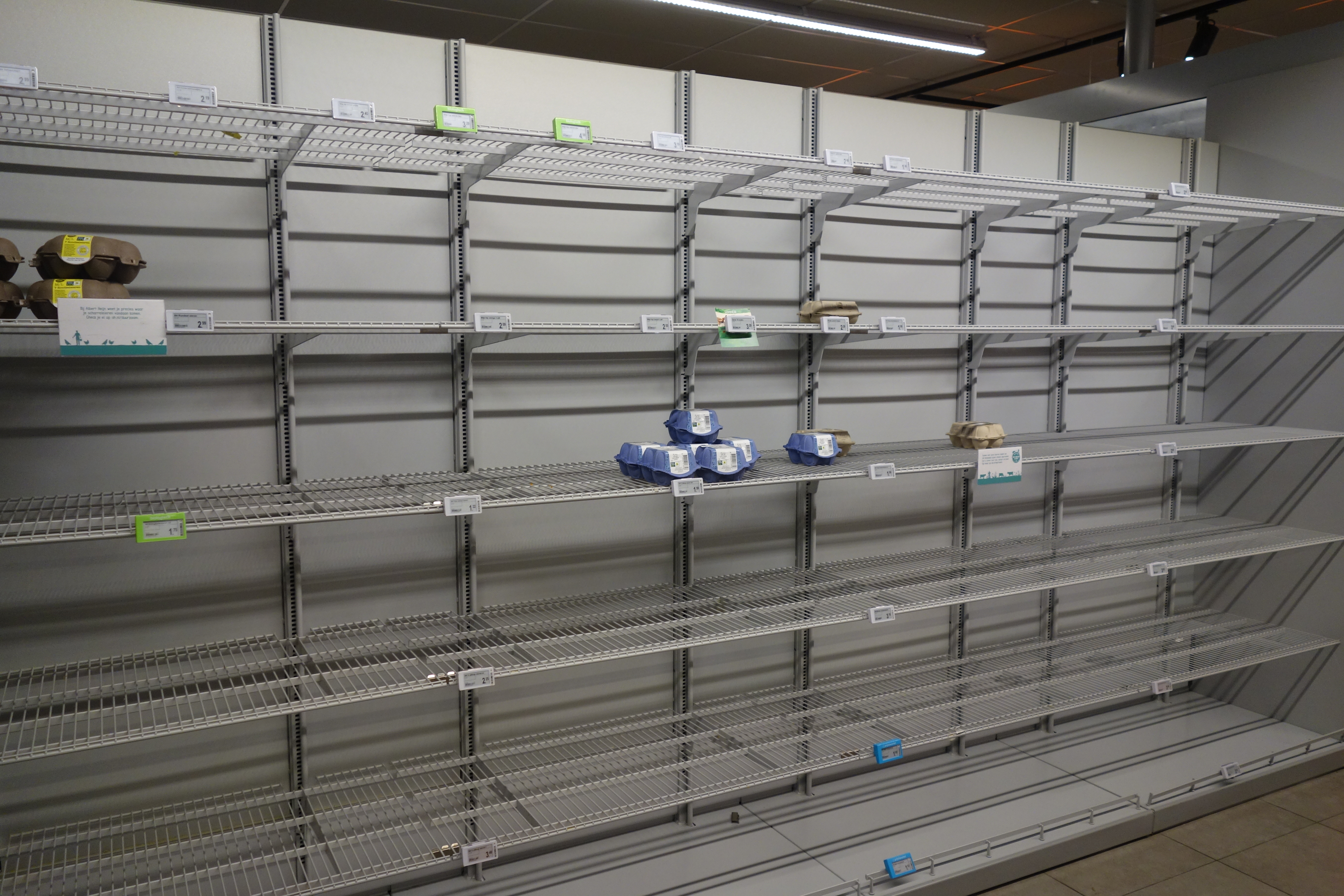
Effect van hamsteren: lege schappen in de supermarkt (maart 2020).

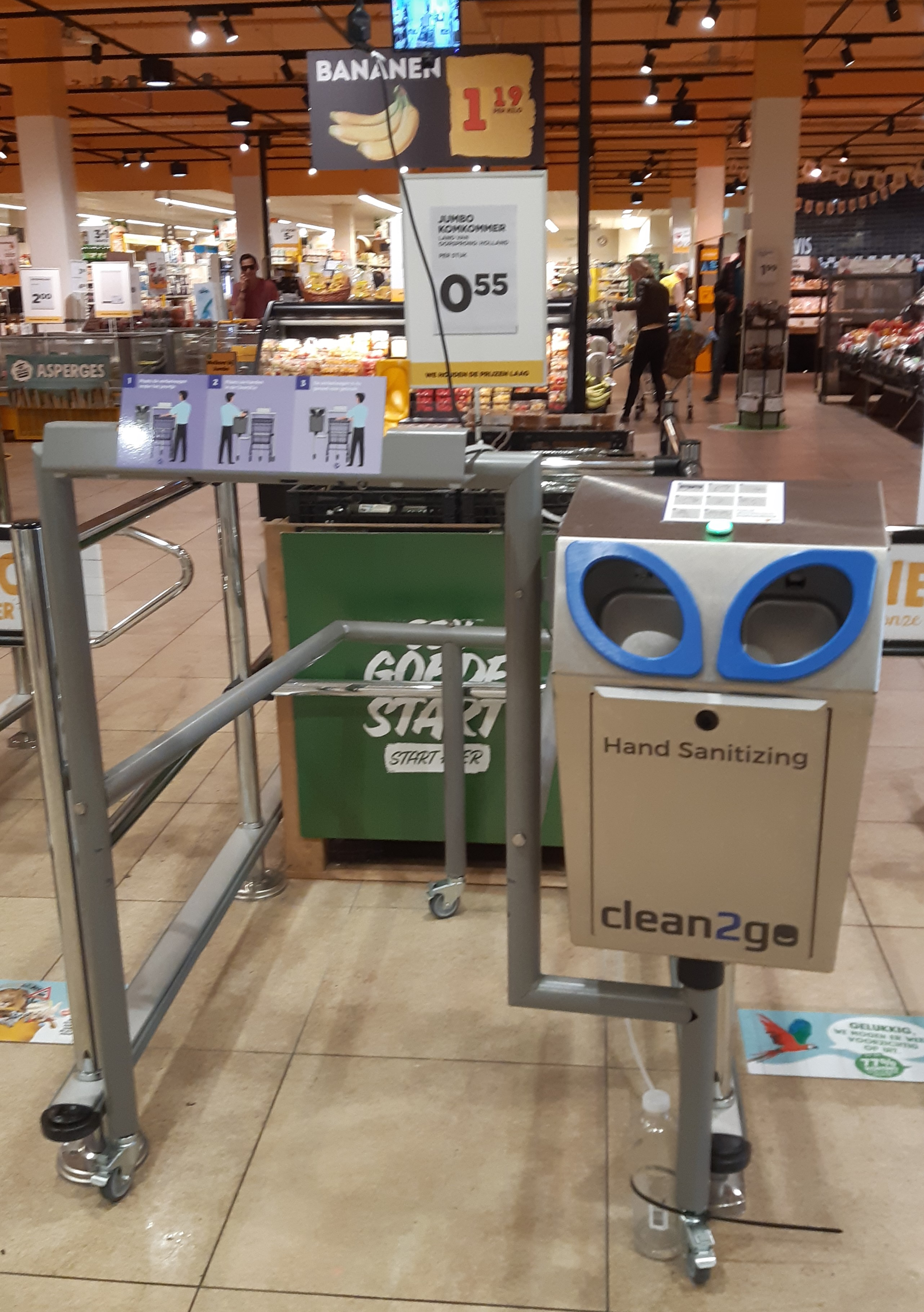
Reiniging van handen en supermarktkar, juni 2020

Ook gingen mensen op 13 maart 2020 ondanks dat er geen noodzaak voor was massaal hamsteren. Zo ontstond er een run op medicijnen, toiletpapier en andere houdbare producten. Premier Rutte riep op om niet te hamsteren. Hij gaf aan dat er voldoende voorraden zijn.
Ondanks alle oproepen blijven Nederlanders hamsteren. Volgens onderzoeksbureau Motivaction gaf 43 procent van de ondervraagden aan te blijven hamsteren. Vooral blikgroente en potfruit (50 procent), wc-papier (35 procent) en paracetamol (31 procent) worden gehamsterd.
De supermarkten hebben in de tweede week van maart 11 procent meer omzet gedraaid dan in de traditioneel drukste week van het jaar, de week voor de kerst. De omzet in week 11 (9 tot en met 15 maart) lag 35 procent hoger dan een jaar geleden.

### Horeca
Na de aankondiging van de sluiting van de horeca voor drie weken ontstonden er op 15 maart voor de coffeeshops lange rijen van mensen die nog een voorraad wilden inslaan. De sluiting van de horeca bracht veel ondernemers in de problemen; er was sprake van dat de georganiseerde misdaad gebruik van de gelegenheid maakte om bedrijven over te nemen.
In de zomer van 2020 mocht de horeca beperkt weer open, waarmee de verliezen deels werden ingelopen.
Toen de horeca in de zomer van 2021 weer open mocht bleek dat deze sector grote moeite had om aan personeel te komen, omdat veel mensen die daar voorheen gewerkt hadden ondertussen elders emplooi gevonden hadden.
Ondanks de verwachtingen bleek in 2021 dat het aantal bedrijven in de horecasector niet gedaald maar juist gestegen was.

### Warenmarkten
Terwijl in Rotterdam en andere steden markten werden afgelast heeft de veiligheidsregio Amsterdam-Amstelland op 19 maart besloten dat in Amsterdam en omgeving de markten gewoon openblijven. Er wordt één lijn getrokken tussen de warenmarkten en de supermarkten. Deze vervullen beide een belangrijke rol in de voedselvoorziening: zolang de supermarkten openblijven, zullen ook de markten plaatsvinden.
Op 25 maart werd de Haagse Markt tijdelijk gesloten toen mensen ondanks de aangescherpte coronamaatregelen, hier geen gehoor aan gaven en er een te grote toeloop was van bezoekers.
Vanaf 26 maart zijn op de warenmarkten in Amsterdam alleen nog kramen met etenswaren toegestaan.

### Financiële sector
Als eerste reactie ondergingen beurskoersen van de AEX in Amsterdam en van andere beurzen in vele andere landen in maart een sterke daling, de sterkste sinds 19 oktober 1987.  In week 11 van 2020 verloor de AEX 18,5% van zijn waarde: alleen een beursweek in oktober 2008 liet een sterkere daling zien. Na de steunmaatregelen van de ECB herstelde de AEX niet alleen snel, maar steeg zelfs verder: in 2021 werd record na record gebroken.
De beurzensector verwachtte €780 miljoen omzet mis te lopen en 11.000 banen te verliezen.

### Recreatiesector

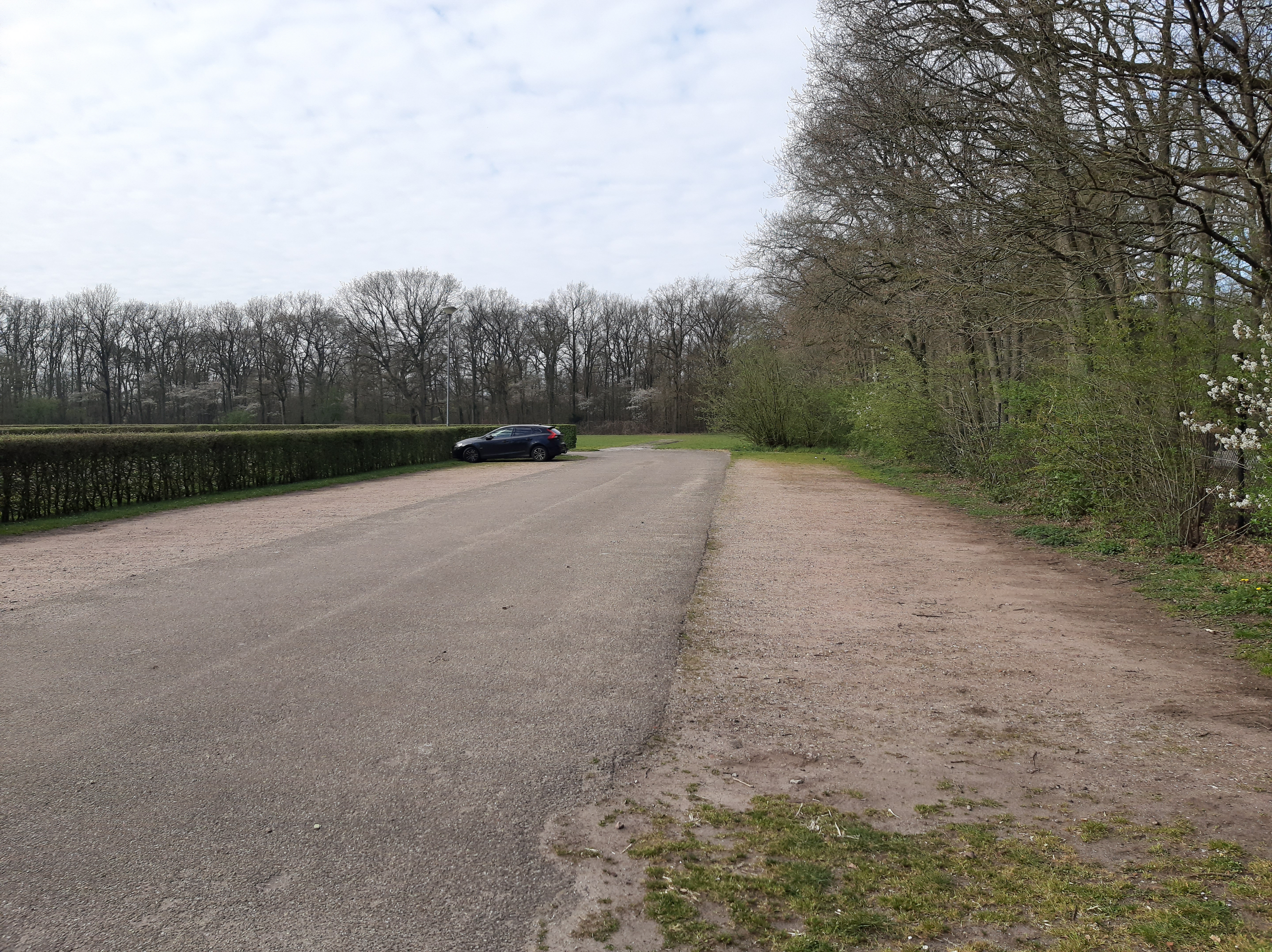
Vrijwel leeg parkeerterrein van Nationaal Park De Hoge Veluwe, entree Hoenderloo.

Al onmiddellijk na aankondiging van sluiting, hebben attractieparken en dierentuinen  aangegeven dat de sluiting een grote financiële impact zou hebben op hun bedrijf. Mede doordat het zomerseizoen begonnen was en in maart de meeste attractieparken op het laagste punt qua vermogen zitten. De Club van Elf gaf in maart aan dat de maatregelen niet te lang zouden moeten duren.
Het kleine dierenpark Fanaupark Flakkee was door de sluiting in financiële moeilijkheden gekomen. Het dierenpark startte een inzamelingsactie. Dit zorgde voor veel donaties, waardoor het dierenpark minstens voor twee maanden vooruit kon. Ook het kleine dierenpark De Paay in Beesd kwam door de coronacrisis in financiële problemen. Het dierenpark bleef de gehele coronacrisis geopend voor bezoekers in de hoop het financieel rond zou komen. Echter bleken er geen bezoekers te komen. Daarop startte De Paay ook een inzamelingsactie. In de dagen hierna volgden meer dierenparken die in financiële problemen kwamen zoals Artis.
Diverse attractieparken communiceerden geregeld verwachte openingsdatums, die echter geregeld weer werden gewijzigd na nieuwe of verlengde maatregelen van de overheid.

#### Cultuursector
Een onderdeel van de recreatiesector is de cultuursector. Concerten, festivals en musea ondervinden grote last van de genomen maatregelen. Artiesten kunnen niet langer internationaal touren, waardoor alle concertzalen met grotendeels lege programma's zitten, boekingskantoren niet langer hun werk kunnen doen en muziekfestivals niet van de grond komen of gecanceled worden voor 2020 en 2021 (enkele testfestivals uitgezonderd). 
De Museum Vereniging gaf aan dat naar verwachting in mei een vijfde deel van de musea financiële problemen zou krijgen en een kwart mogelijk failliet zou gaan in 2020. Wekelijks liepen de musea gezamenlijk tientallen miljoenen euro's mis. Zo gaven het Bevrijdingsmuseum in Groesbeek en Museumpark Orientalis Heilig Land Stichting aan dat ze voor 95% afhankelijk zijn van de opbrengsten van de kaartverkoop. Deze inkomensbron viel volledig weg. Het DAF Museum zei voldoende reserves te hebben en verwacht de coronacrisis door te komen. Het Rijksmuseum Amsterdam liep door de sluiting naar schatting wekelijks tussen de €800.000 en €1 miljoen mis. Het Platform Drentse Musea riep op om coulant te zijn naar musea zoals het kwijtschelden van een deel van de huur.

## Steunmaatregelen
Op 17 maart kondigden de ministers Hoekstra (Financiën), Koolmees (Sociale Zaken) en Wiebes (Economische Zaken) een steunpakket aan, waar voor de eerste 3 maanden zo'n 10 à 20 miljard euro wordt uitgetrokken.